# Hinko Košak
Hinko Košak, slovenski gledališki in radijski režiser, * 22. september 1916, Petrovaradin, † 1. oktober 1994, Ljubljana.
Študiral je na Dunaju in Berlinu. Med drugo svetovno vojno je bil v italijanski internaciji. Iz taborišča je pobegnil in se pridružil partizanom. Leta 1970 je diplomiral na Akademiji za gledališče, radio, film in televizijo v Ljubljani.
Režiral je na Ptuju, Varaždinu, bil umetniški vodja gledališča v Pulju ter  operni režiser in predavatelj na srednji dramski šoli v Sarajevu. Režiral je še na Jesenicah, Postojni in Kopru. 
V gledaliških sezonah od 1954/55 do 1971/72 je režiral malo manj kot deset predstav v Šentjakobskem gledališču v Ljubljani. 
V letih 1957-1980 je bil režiser na Radiu Ljubljana. Kot radijski režiser se je posvečal predvsem režiji komornih iger, dramatizaciji in literarnim večerom. Posebej se je zavzemal za priredbe gledaliških del klasičnega in modernega repertoarja. Med režijami slovenskih del izstopajo Judenburg Prežihovega Voranca, Balada o trobenti in oblaku Cirila Kosmača in Povest o dobrih ljudeh Miška Kranjca vse v dramatizaciji Mitje Mejaka.